# تشارلز روبرتسون (لاعب كرة قاعدة)
تشارلز روبرتسون (بالإنجليزية: Charles Robertson)‏ هو لاعب كرة قاعدة أمريكي، ولد في 2 مارس 1891 في نيو مدريد في الولايات المتحدة، وتوفي في 14 أغسطس 1974 في جفرسون سيتي في الولايات المتحدة.